# Fénery
Fénery – miejscowość i gmina we Francji, w regionie Nowa Akwitania, w departamencie Deux-Sèvres.
Według danych na rok 1990 gminę zamieszkiwały 353 osoby, a gęstość zaludnienia wynosiła 28 osób/km² (wśród 1467 gmin regionu Poitou-Charentes Fénery plasuje się na 669. miejscu pod względem liczby ludności, natomiast pod względem powierzchni na miejscu 699.).